# Mola Cantando
La Mola Cantando és una muntanya de 553 metres que es troba entre els municipis de Roquetes, a la comarca del Baix Ebre i de Mas de Barberans, a la comarca del Montsià.